# レ・ドゥク・ト
レ・ドゥク・ト（黎 徳寿、ベトナム語： / Lê Đức Thọ  発音、1911年10月14日 - 1990年10月13日）は、ベトナムの革命家、政治家。日本のマスメディアではレ・ドク・トまたはレ・ドクトと表記されることが多かった。出生時の名前はファン・ディン・カイ（Phan Đình Khải、潘廷凱）。

## 経歴
フランス統治時代の1911年、北部ナムディン省に生まれた。
1929年、「インドシナ共産党」（1930年に成立したインドシナ共産党の前身）に入党。フランス領インドシナ当局に1930年から1936年までと、1939年から1944年までの2回投獄された。釈放後、北部で活動。
1945年、インドシナ共産党中央委員に選出。第一次インドシナ戦争中は、レ・ズアンの元で南部中央局副書記を務めた。
ジュネーヴ協定後の1954年、北部に戻る。1955年8月、ベトナム労働党第2期中央委員会第8回総会において党政治局員に選出され、土地改革の後始末と党の整風運動の責任者となった。
1956年末、党人事を扱う党中央組織委員会委員長に就任。人事権を掌握し、イデオロギー部門に睨みをきかせるレ・ドゥク・トの存在はレ・ズアンの第一書記への道を開いたとも言われる。
1960年の第3回党大会において政治局員に再選出され、党内序列第7位に昇格。1968年、再び南部に派遣され、南部中央局副書記。直後から後述のパリ和平協定交渉に取り組む。
1986年、第6回党大会で引退し、党中央委員会顧問に就任、死去まで務めた。

## パリ協定（ベトナム和平）
アメリカ合衆国は、1960年代初期、積極的にベトナム戦争に参加した。1968年から1973年の間に数度にわたり、フランス共和国の首都パリで和平会議（いくつかは公開で、いくつかは秘密裏に）が開かれた。スァン・トゥイがパリでの会議でベトナム民主共和国を代表する公式の交渉団を率いていたが、レ・ドゥク・トと国家安全保障問題担当大統領補佐官ヘンリー・キッシンジャーは、1970年2月以降秘密会談を重ね、結局これが1973年1月27日のパリ協定での停戦につながった。
協定の基本的な条件は次のようなものである：
- 80日以内の戦争捕虜の解放
- 国際管理・監視委員会（International Commission of Control and Supervision (ICCS)）による停戦監視
- 南ベトナムでの自由で民主的な選挙の実施
- 米国の南ベトナムへの支援継続
- 北ベトナム軍の南ベトナムへの駐留
- ベトナムの再統一。

1月27日が一般的に和平協定の成立日とされているが、会談は必要に迫られて続けられた。散発的な戦闘がいくつかの地域で続けられた。アメリカ合衆国軍の地上軍は3月29日までに撤退したが、ベトナム民主共和国への爆撃は続いた。双方に停戦違反行為の疑惑が相次いだため、和平合意を再び軌道に戻すべく、キッシンジャーとレ・ドゥク・トはパリで1973年5月と6月に会談した。1973年6月13日、アメリカ合衆国とベトナム民主共和国は、パリ協定の全面的な実現に向け相互に支援することを誓う共同声明に署名した。

## ノーベル平和賞
レ・ドゥク・トとヘンリー・キッシンジャーは、共に『パリ協定 — 停戦と米国のベトナムからの撤退 — 』での交渉における尽力を理由に、1973年のノーベル平和賞を受賞した。しかし、レは『ベトナムにまだ平和が訪れていない』と述べ、賞を辞退した。レはノーベル平和賞を辞退した唯一の人物であり、ノーベル文学賞を辞退したジャン＝ポール・サルトル以降、ノーベル賞を辞退した2番目の人物である。